# Aborcja w Bangladeszu
Aborcja w Bangladeszu – ogół regulacji i praktyk związanych z zabiegiem aborcji w Bangladeszu.

## Prawodawstwo
Zgodnie z regulacjami kodeksu karnego z 1860 r., indukowana aborcja była dozwolona tylko w przypadku zagrożenia życia kobiety. W 1972 r. wprowadzono możliwość usuwania ciąży w przypadku kobiet zgwałconych w trakcie wojny o niepodległość. Ich przeprowadzanie było możliwe w ograniczonej liczbie szpitali rejonowych, po konsultacji z zespołem specjalistów z Bangladeszu, Indii, Wielkiej Brytanii i USA. W 1976 r. Krajowa Polityka Demograficzna miała wprowadzić możliwość terminacji ciąży w pierwszym trymestrze z powodów medycznych lub społecznych, jednak nowe prawo nie zostało uchwalone. Niemniej, na podstawie memorandum w ramach Programu kontroli populacji i planowania rodziny założono, że regulacja menstruacji jest jedną z metod krajowego programu planowania rodziny. Rządowe memorandum z 1980 r. zakłada, że regulacja menstruacji może być prowadzona do 8 tygodni od ostatniej miesiączki pod nadzorem lekarza (w praktyce przeprowadzają ją inne zawody medyczne), a w późniejszych okresach musi być przekazana do lekarza specjalisty. 

## Statystyki
Rocznie w kraju przeprowadza się 800 tys. aborcji. Powszechną praktyką indukowania aborcji jest umieszczanie ciał obcych w macicy lub zalecanie intensywnej aktywności fizycznej, co często prowadzi do powikłań. Śmiertelność kobiet w Bangladeszu wynosi 3,9 na 1000 żywych urodzeń, przy czym 25% tych przypadków to komplikacje po indukowanej aborcji. 